# 淀屋橋odona
淀屋橋odona（よどやばしオドナ）は、大阪・淀屋橋にある商業施設である。「三井住友海上大阪淀屋橋ビル」および「淀屋橋三井ビルディング低層階」(B1F - 2F) から構成されている。

## 概要
三井不動産がプロデュース、三井不動産商業マネジメントが運営する商業施設である。2008年3月に竣工、同年5月に開業した。翌年に第29回大阪都市景観建築賞大阪府知事賞を受賞。関西随一のオフィス街である淀屋橋の玄関口である地下鉄御堂筋線淀屋橋駅に直結しており、大阪のメインストリートの御堂筋にも面する街のランドマークである。上層階はオフィス、低層階はショッピングゾーンである。『「はたらく街」から「たのしむ街」へ。』をコンセプトに掲げており、大人のテイストを持つセレクトショップやファッション雑貨店、飲食店など32店舗が展開されている。
三井住友海上大阪淀屋橋ビルは、中央区北浜4丁目に位置する北側のビルでA棟、淀屋橋三井ビルディングは、今橋4丁目に位置する南側のビルでB棟ともいう。A棟は商業施設部分を除いては、三井住友海上火災保険の事務所に、B棟は商業施設部分を除いては、三井不動産の賃貸オフィスとなる。
これらの建築物は、大阪市立愛日小学校跡地に建設されており、記念碑が敷地西側に設置されている。

## 交通アクセス

### 鉄道
- Osaka Metro御堂筋線 淀屋橋駅 地下直結（10番出口）
- 京阪電鉄 淀屋橋駅 徒歩5分